# Drepanosticta sembilanensis
Drepanosticta sembilanensis – gatunek ważki z rodziny Platystictidae.